# Восстановление плейстоценовой мегафауны
Восстановление плейстоценовой мегафауны — природоохранная идеология, пропагандирующая создание национальных парков, на территории которых будет осуществлено максимально полное восстановление природных экосистем в том виде, в котором они существовали до массового вымирания мегафауны в позднем плейстоцене (сторонники восстановления плейстоценовой мегафауны в большинстве случаев придерживаются антропогенной гипотезы вымирания). Целями восстановления плейстоценовой мегафауны (в национальных парках или на незаселенных людьми территориях) является сохранение редких видов животных в естественной среде обитания, а также развитие экологического и научного туризма.
Воссоздание плейстоценовых биоценозов предлагается осуществлять путём реинтродукции сохранившихся до наших дней видов крупных животных на территории их прежнего «плейстоценового» ареала, а также за счёт замены исчезнувших видов уцелевшими родственными видами, занимающими сходную экологическую нишу.

## Восстановление плейстоценовой мегафауны Северной Америки
Группа американских биологов выступила с предложением восстановить экосистемы Великих Равнин в том виде, который они имели до вымирания мегафауны 12—13 тысяч лет назад.
Предполагается, в дополнение к сохранившимся степным бизонам, вилорогам, толсторогам и снежным козам завезти лошадей Пржевальского (вместо исчезнувших американских диких лошадей), куланов, несколько видов мозоленогих (одногорбых верблюдов, диких двугорбых верблюдов, а также гуанако и викунью из Южной Америки), горного тапира (вместо калифорнийского и флоридского тапира), зебр (вместо американской зебры). Также план включает в себя акклиматизацию в Америке саванного слона (вместо мамонтов Колумба) и азиатских слонов (вместо мастодонтов).
В горах для контроля за популяцией горных травоядных планируется реинтродуцировать пуму. В лесах планируется реинтродуцировать ягуара, который обитал во всей юго-восточной Северной Америке. Наряду с ягуаром планируется расширить ареал медведя гризли, который обитал на территории всей Северной Америки, но сейчас сохранился на севере США и в западной и северо-западной части Канады. В густых лесных массивах для контроля за популяцией травоядных планируется поселить амурских тигров и красных волков. В засушливых районах для контроля за популяцией вилорогов планируется интродуцировать гепардов (вместо вымерших американских гепардов). Вместо американских львов планируется завезти африканских или азиатских львов.
Все эти предложения находятся на стадии обсуждения. Единственной реальной акцией в рамках восстановления плейстоценовой мегафауны Америки стало возвращение в прерии Техаса болсоновых гигантских черепах из Мексики (это крупнейшая континентальная черепаха Нового Света).

### Животные североамериканской мегафауны
Жирным курсивом обозначены вымершие животные, которых в настоящее время невозможно заменить родственными видами. Жирным шрифтом обозначены животные, которые могут быть возвращены в природу Северной Америки из других мест или заменены родственными видами. Сохранившиеся в фауне Северной Америки или успешно реинтродуцированные виды набраны обычным шрифтом.

### Копытные и хоботные

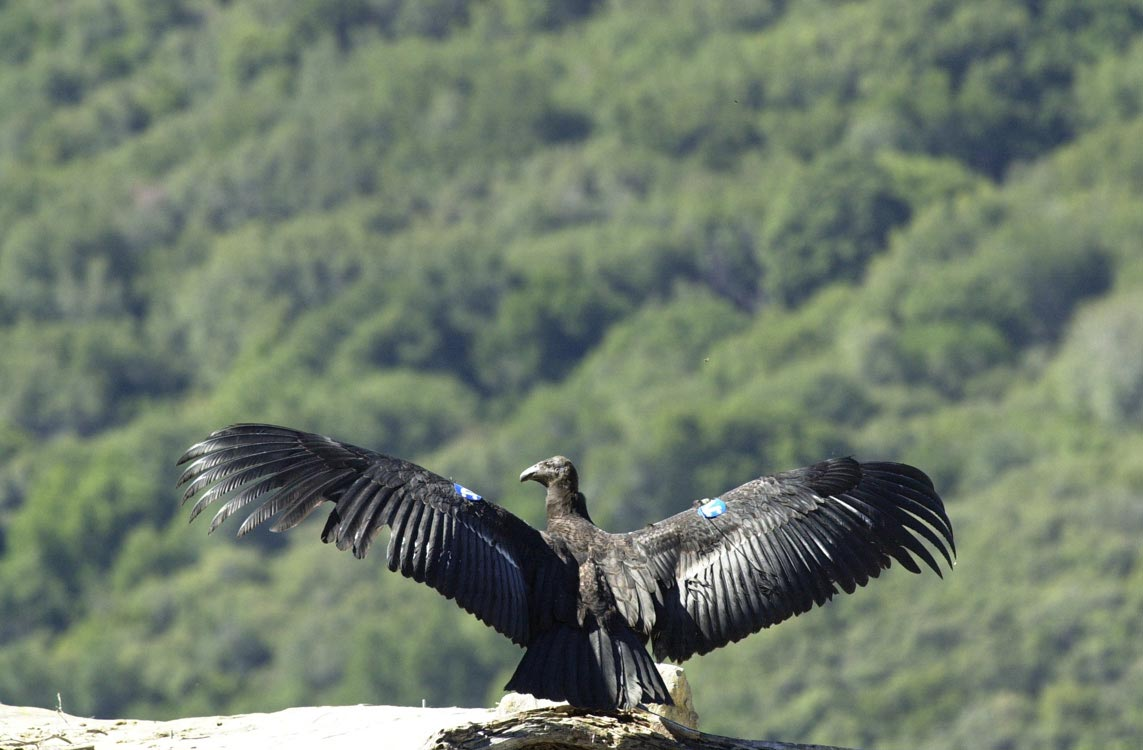
Калифорнийский кондор

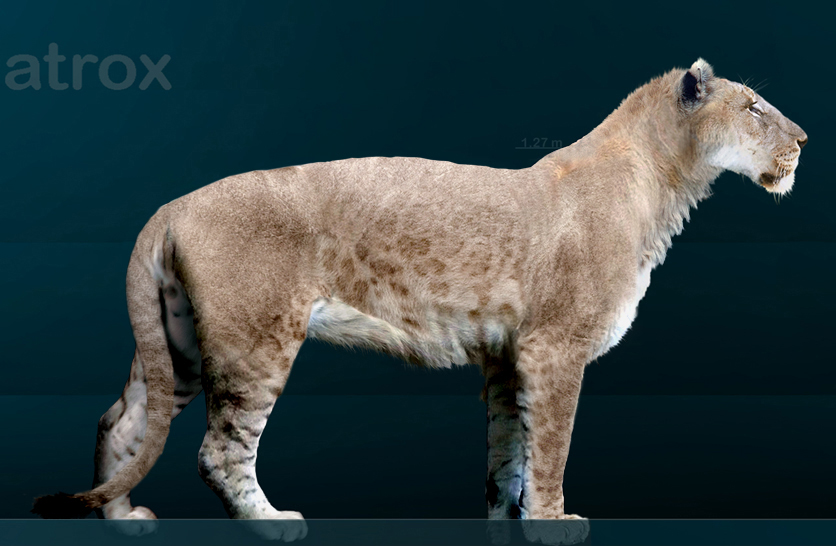
Американский лев

| Название животного                         | Текущая ситуация |
| ------------------------------------------ | --- |
| Шерстистый мамонт                          | Вымер, в прессе были сообщения о возможности восстановления в будущем методом генной инженерии, однако учёные отвергают такую возможность в обозримом будущем, так как даже в вечной мерзлоте ДНК подвергается сильным постмортальным изменениям, включая распад цепочек нуклеотидов на отдельные фрагменты, случайные мутации в «горячих точках» и контаминацию генетическим материалом почвенных бактерий и грибков (для создания из ископаемой ДНК генетического материала, пригодного для клонирования, необходимо сначала реконструировать полную последовательность по сохранившимся отдельным обрывкам цепочек нуклеотидов, восстановить последовательности нуклеотидов на повреждённых участках, а затем на основе полученной последовательности собрать с нуля «рабочую» молекулу ДНК — современным технологиям очень и очень далеко до подобного). |
| Мамонт Колумба (Mammuthus columbi)         | Вымер, может быть заменён африканским слоном. |
| Американский мастодонт (Mammut americanum) | Вымер, может быть заменён азиатским слоном. |
| Калифорнийский тапир                       | Вымер, может быть заменён горным тапиром. |
| Западные верблюды                          | Вымерли, могут быть заменены одногорбым верблюдом. |
| Североамериканская лама                    | Вымерла, может быть заменена гуанако и викуньей. |
| Сайгак (Saiga tatarica)                    | Вымер в Северной Америке, может быть реинтродуцирован. |
| Североамериканские лошади                  | Вымерли, могут быть заменены лошадью Пржевальского. |
| Североамериканские ослы                    | Вымерли, могут быть заменены куланом. |
| Американская зебра (Equus simplicidens)    | Вымерла, может быть заменена зеброй Грэви. |
| Вилорог (Antilocapra americana)            | Сохранился в Северной Америке. |
| Толсторог (Ovis canadensis)                | Сохранился в Северной Америке. |
| Лось (Alces alces)                         | Сохранился в Северной Америке. |
| Снежная коза (Oreamnos americanus)         | Сохранилась в Северной Америке. |
| Лесной бизон (Bison bison athabascae)      | Сохранился в Северной Америке. |
| Белохвостый олень (Odocoileus virginianus) | Сохранился в Северной Америке. |
| Чернохвостый олень (Odocoileus hemionus)   | Сохранился в Северной Америке. |
| Ошейниковый пекари (Pecari tajacu)         | Сохранился в Северной Америке. |

### Хищники
| Название животного                                | Текущая ситуация                                                              |
| ------------------------------------------------- | ----------------------------------------------------------------------------- |
| Американский лев                                  | Вымер, может быть заменён африканским львом или азиатским львом.              |
| Гигантский короткомордый медведь (Arctodus simus) | Вымер, есть надежда на восстановление в будущем методом генной инженерии.     |
| Мирациноникс                                      | Вымер, может быть заменён гепардом или восстановлен методом генной инженерии. |
| Смилодон                                          | Вымер, есть надежда на восстановление в будущем методом генной инженерии.     |
| Ужасный волк (Aenocyon dirus)                     | Вымер, предполагается возможность восстановления в будущем методом селекции.  |
| Ягуар                                             | Может быть реинтродуцирован в Северной Америке.                               |
| Красный волк                                      | Может быть реинтродуцирован в Северной Америке.                               |
| Гризли                                            | Сохранился в Северной Америке.                                                |
| Серый волк                                        | Сохранился в Северной Америке.                                                |
| Рыжий волк                                        | Сохранился в Северной Америке.                                                |
| Пума                                              | Сохранилась в Северной Америке.                                               |
| Койот                                             | Сохранился в Северной Америке.                                                |
| Рыжая рысь                                        | Сохранилась в Северной Америке.                                               |
| Миссисипский аллигатор                            | Сохранился в Северной Америке.                                                |

#### Неполнозубые
| Название животного                       | Текущая ситуация                                                                       |
| ---------------------------------------- | -------------------------------------------------------------------------------------- |
| Североамериканские гигантские муравьеды  | Вымерли, могут быть заменены гигантским муравьедом.                                    |
| Гигантские ленивцы                       | Вымерли, предполагается возможность восстановления в будущем методом генной инженерии. |
| Глиптодонты                              | Вымерли, предполагается возможность восстановления в будущем методом генной инженерии. |
| Североамериканские гигантские броненосцы | Вымерли, могут быть заменены гигантским броненосцем.                                   |
| Девятипоясный броненосец                 | Сохранился в Северной Америке.                                                         |

## Восстановление плейстоценовой мегафауны Южной Америки

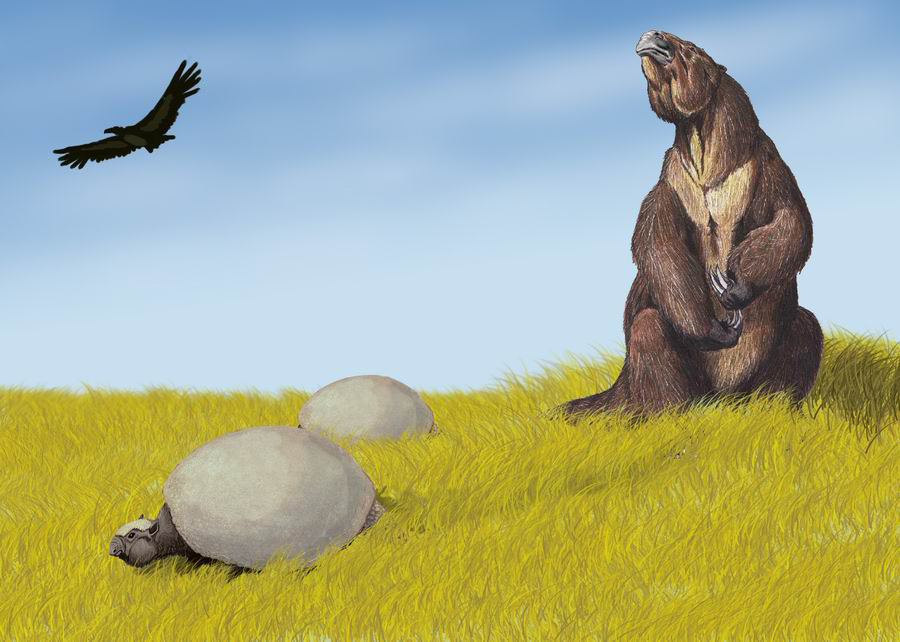
Глиптодон на фоне мегатерия

Существуют планы восстановления мегафауны слабозаселенных территорий Серрадо и Пантанал в Бразилии. С целью восстановления плейстоценовой экосистемы (по-видимому исчезнувшей в результате охотничьей деятельности человека) предполагается реинтродуцировать слонов (вместо американских мастодонтов), зебр (вместо американских зебр), гуанако и викунью (вместо вымершей Palaeolama mirifica), африканских или азиатских львов (вместо американского льва) и, возможно, носорогов и бегемотов (вместо вымерших токсодонов и миксотоксодонов, занимавших схожую экологическую нишу).

## Животные южноамериканской мегафауны
Травоядные
| Название животного | Текущая ситуация                                                                       |
| ------------------ | -------------------------------------------------------------------------------------- |
| Мамонт Колумба     | Вымер, может быть заменен на саванного слона                                           |
| Кювьерониус        | Вымер, может быть заменён азиатским слоном.                                            |
| Мастодонт          | Вымер, может быть заменен на Азиатского слона.                                         |
| Токсодон           | Вымер, может быть заменен на белого носорога.                                          |
| Миксотоксодон      | Вымер, может быть заменен на обыкновенного бегемота.                                   |
| Гигантские ленивцы | Вымерли, предполагается возможность восстановления в будущем методом генной инженерии. |
| Дедикурусы         | Вымерли, предполагается возможность восстановления в будущем методом генной инженерии. |
| Американская зебра | Вымер, может быть заменена зеброй Греви.                                               |
| Пампасный олень    | Сохранился в Южной Америке                                                             |
| Тапир              | Сохранился в Южной Америке                                                             |

Хищники
| Название животнго   | Текущая ситуация                                                        |
| ------------------- | ----------------------------------------------------------------------- |
| Арктотерии          | Вымер                                                                   |
| Смилодон            | Вымер, есть надежда на воссановление в будущем методом генной инженерии |
| Американский лев    | Вымер, может быть заменен на Льва                                       |
| Ягуар               | Сохранился в Южной Америке.                                             |
| Пума                | Сохранился в Южной Америке.                                             |
| Гривистый волк      | Сохранился в Южной Америке.                                             |
| Очковый медведь     | Сохранился в Южной Америке.                                             |
| Острорылый крокодил | Сохранился в Южной Америке.                                             |

## Восстановление плейстоценовой мегафауны Азии

### Парки плейстоценовой природы в Азиатской части России
В Северной Евразии на территории СССР были успешно реинтродуцированы овцебыки. В плейстоцене овцебыки населяли тундростепи Евразии, однако полностью вымерли 7-10 тысяч лет назад, сохранившись только в арктических областях Америки и Гренландии. В 1974—1975 годах канадских овцебыков завезли на полуостров Таймыр и остров Врангеля. Животные успешно прижились, их численность с тех пор неуклонно увеличивается. А в 1989 году в Якутии российским учёным Сергеем Зимовым был начат эксперимент по воссозданию всей «плейстоценовой» экосистемы и превращение современной тундры в тундростепь, подобную той, что существовала 10-20 тысяч лет назад. Целью проекта является экспериментальная проверка гипотез о влиянии крупных животных на растительность вмещающих ландшафтов. Для этого был создан заказник в низовьях Колымы площадью 160 км², получивший название «Плейстоценовый парк». На территорию парка были поселены лошади, лоси и северные олени. Возвращение в экосистему крупных животных привело к изменениям растительности, моховая тундра начала замещаться степным фитоценозом из злаковых трав. В 2010 году фауну заповедника пополнили овцебыки, а в 2011 году были реинтродуцированы маралы с Алтая.
Для более полного восстановления экосистемы тундростепей планируется ввести в экосистему ещё ряд видов — яков, снежных баранов, диких верблюдов, куланов, а также верховного хищника, который сможет заменить пещерного льва (таким хищником будет, вероятно, амурский тигр и, возможно, один из современных подвидов льва (азиатский или африканский). Наиболее важным из всех кандидатов на реинтродукцию является экологический «заменитель» древнего евразийского бизона — которым может стать канадский лесной бизон или европейский зубр. В доисторическом прошлом бизоны, населявшие всю Сибирь до берегов Ледовитого океана, были одним из наиболее распространенных видов «мамонтовой фауны». В Азии древние бизоны вымерли вместе с мамонтами, но в Америке они сохранились, распавшись на два подвида. Ещё один вид (или подвид), происходящий от древнего бизона — зубр, сохранился в Европе. Наибольшее сходство с древним бизоном сохранил более крупный северный подвид американского бизона — канадский лесной бизон, приспособленный для жизни в тайге и тундре. После исчезновения мамонтов и шерстистых носорогов, это самое крупное сохранившееся животное мамонтовой фауны. В 2006 году, после долгих переговоров, в Якутию привезли стадо из 30 молодых лесных бизонов, подаренных правительством Канады. Первоначально их предполагалось направить в Плейстоценовый парк (подготовительная работа по переселению бизонов шла в рамках этого проекта), но в итоге, учитывая ценность полученных животных, было решено поселить стадо в парке Усть-Бутома, расположенном южнее. Там стадо содержится до сегодняшнего дня. Бизоны успешно прижились и дают потомство, так что с 2011 года намечено их расселение в дикую природу,. Поскольку получить настоящих лесных бизонов для плейстоценового парка не удалось, а везти частным образом новую партию бизонов из Канады оказалось слишком дорого и сложно, то в 2011 году в «Плейстоценовый парк» были привезены 5 зубров из Приокско-террасного заповедника. В зависимости от адаптации зубров к условиям якутской лесотундры они (если не приживутся) будут заменены американскими лесными бизонами либо (если приживутся) останутся в заповеднике в качестве «заменителей» древнего бизона, так как в проекте важна не чистота ДНК, а занятость соответствующей экологической ниши.

### Парк плейстоценовой природы в Аравии

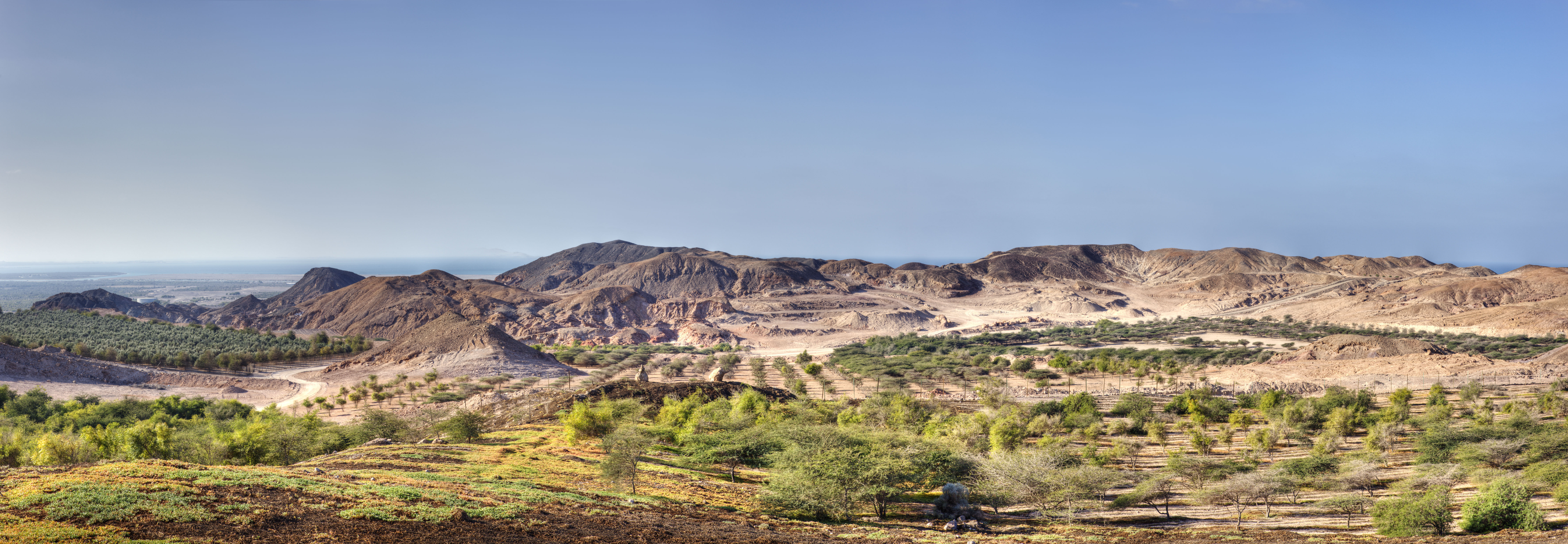
Остров Сир Бани Яс

В Объединённых Арабских Эмиратах с 1971 года ведётся работа по созданию «Арабского парка дикой природы», расположенного на острове Сир-Бани-Яс в Персидском заливе. Площадь острова 84 км², но к 2015 году планируется соединить остров с соседними семью островами и создать парк значительно большей площади. Благодаря системе искусственного орошения пустынный остров был озеленён, что позволило восстановить в парке богатый животный мир, в основном совпадающий с животным миром, некогда существовавшим в Аравии. На острове в естественных условиях живут газели, редчайшие белые ориксы, канны, гарны, азиатские горные бараны, страусы и жирафы. Из крупных хищников имеются азиатские гепарды и гиены. Кроме того, остров выполняет функции морского заповедника — он является местом гнездования морских птиц, «яслями» океанических черепах, и позволяет сохранять биоразнообразие прибрежных вод. Крупным успехом заповедника стало то, что в нём удалось добиться размножения в естественных условиях азиатского гепарда.
Поскольку «Арабский парк дикой природы» первоначально создавался как своеобразный зоопарк под открытым небом, в его фауне наличествует ряд видов, чужеродных для Аравии — например, австралийские эму. В то же время в фауне парка отсутствуют некоторые виды мегафауны, в прошлом населявшие Аравию — белый носорог, лев и одногорбый верблюд (дикий одногорбый верблюд вымер, но его может заменить одичавший домашний одногорбый верблюд). В настоящее время в заповеднике ведётся работа по постепенному «выселению» чужеродных видов — предполагается точно воссоздать фауну древней Аравии. К сожалению, пока не ясно, на Аравию какой именно эпохи предполагают ориентироваться владельцы парка.
Также предполагается в будущем отказаться от искусственного орошения, изменив ландшафт острова так, чтобы экосистема заповедника поддерживалась естественными источниками воды.

### Животные аравийской мегафауны
Жирным курсивом обозначены вымершие животные, которых в настоящее время невозможно заменить родственными видами. Жирным шрифтом обозначены животные, которые могут быть возвращены в природу Аравии из других мест или заменены родственными видами. Сохранившиеся в фауне Аравии или успешно реинтродуцированные виды набраны обычным шрифтом.

#### Копытные и хоботные
| Название животного                             | Текущая ситуация |
| ---------------------------------------------- | --- |
| Азиатский слон (Elephas maximus)               | Вымер на Ближнем Востоке, может быть реинтродуцирован. |
| Гиппопотам (Hippopotamus amphibius)            | Вымер на Ближнем Востоке, может быть реинтродуцирован. |
| Белый носорог (Ceratotherium simum)            | Вымер на Ближнем Востоке, может быть реинтродуцирован. |
| Одногорбый верблюд                             | Вымер в дикой природе, но имеется в виде домашних животных. |
| Дикий осёл (Equus asinus)                      | Вымер на Ближнем Востоке, может быть реинтродуцирован. |
| Жираф (Giraffa camelopardalis)                 | Вымер на Ближнем Востоке, был реинтродуцирован в парке. |
| Бородавочник (Phacochoerus africanus)          | Вымер на Ближнем Востоке, может быть реинтродуцирован. |
| Иранская лань (Dama mesopotamica)              | Сохранилась в Аравии, имеется в парке. |
| Канна (Taurotragus oryx)                       | Имеется в арабском парке дикой природы. |
| Конгони (Alcelaphus buselaphus)                | Вымер на Ближнем Востоке, может быть реинтродуцирован. |
| Сиватерий (Sivatherium sp.)                    | Вымер, предполагается возможность восстановления в будущем методом генной инженерии. |
| Тур (Bos primigenius)                          | Вымер в дикой природе, искусственным отбором из данного вида выведены многочисленные породы крупного рогатого скота (коров). В настоящее время ведутся работы по восстановлению тура селекционными методами. |
| Аддакс (Addax nasomaculatus)                   | Сохранился в Аравии. |
| Аравийский орикс (Oryx leucoryx)               | Имеется в арабском парке дикой природы. |
| Саблерогая антилопа (Oryx dammah)              | Имеется в арабском парке дикой природы. |
| Джейран (Gazella subgutturosa)                 | Сохранился в Аравии. |
| Обыкновенная газель (Gazella gazella)          | Имеется в арабском парке дикой природы. |
| Газель-доркас (Gazella dorcas)                 | Имеется в арабском парке дикой природы. |
| Гарна (Antilope cervicapra)                    | Имеется в арабском парке дикой природы. |
| Аравийский тар (Hemitragus jayakiri)           | Сохранился в Аравии. |
| Нубийский горный козёл (Capra nubiana nubiana) | Сохранился в Аравии. |
| Трубкозуб (Orycteropus afer)                   | Вымер на Ближнем Востоке, может быть реинтродуцирован. |

#### Хищные
| Название животного                            | Текущая ситуация                                               |
| --------------------------------------------- | -------------------------------------------------------------- |
| Лев (Panthera leo)                            | Вымер на Ближнем Востоке, может быть реинтродуцирован.         |
| Леопард (Panthera pardus)                     | Сохранился в Аравии.                                           |
| Азиатский гепард (Acinonyx jubatus venaticus) | Имеется в арабском парке дикой природы.                        |
| Каракал (Caracal caracal)                     | Сохранился в Аравии, имеется в парке                           |
| Шакал (Canis aureus)                          | Сохранился в Аравии, имеется в парке                           |
| Медоед (Mellivora capensis)                   | Сохранился в Аравии.                                           |
| Арабский волк (Canis lupus arab)              | Сохранился в Аравии.                                           |
| Полосатая гиена (Hyaena hyaena)               | Имеется в арабском парке дикой природы.                        |
| Пятнистая гиена (Crocuta crocuta)             | Вымерла на Ближнем Востоке, может быть реинтродуцирована.      |
| Нильский крокодил                             | Вымер на Ближнем Востоке, может быть реинтродуцирован в парке. |

#### Птицы
| Название животного                             | Текущая ситуация                                                |
| ---------------------------------------------- | --------------------------------------------------------------- |
| Африканский страус (Struthio camelus syriacus) | Вымер на Ближнем Востоке, был успешно реинтродуцирован в парке. |

## Восстановление плейстоценовой мегафауны в Восточной Европе

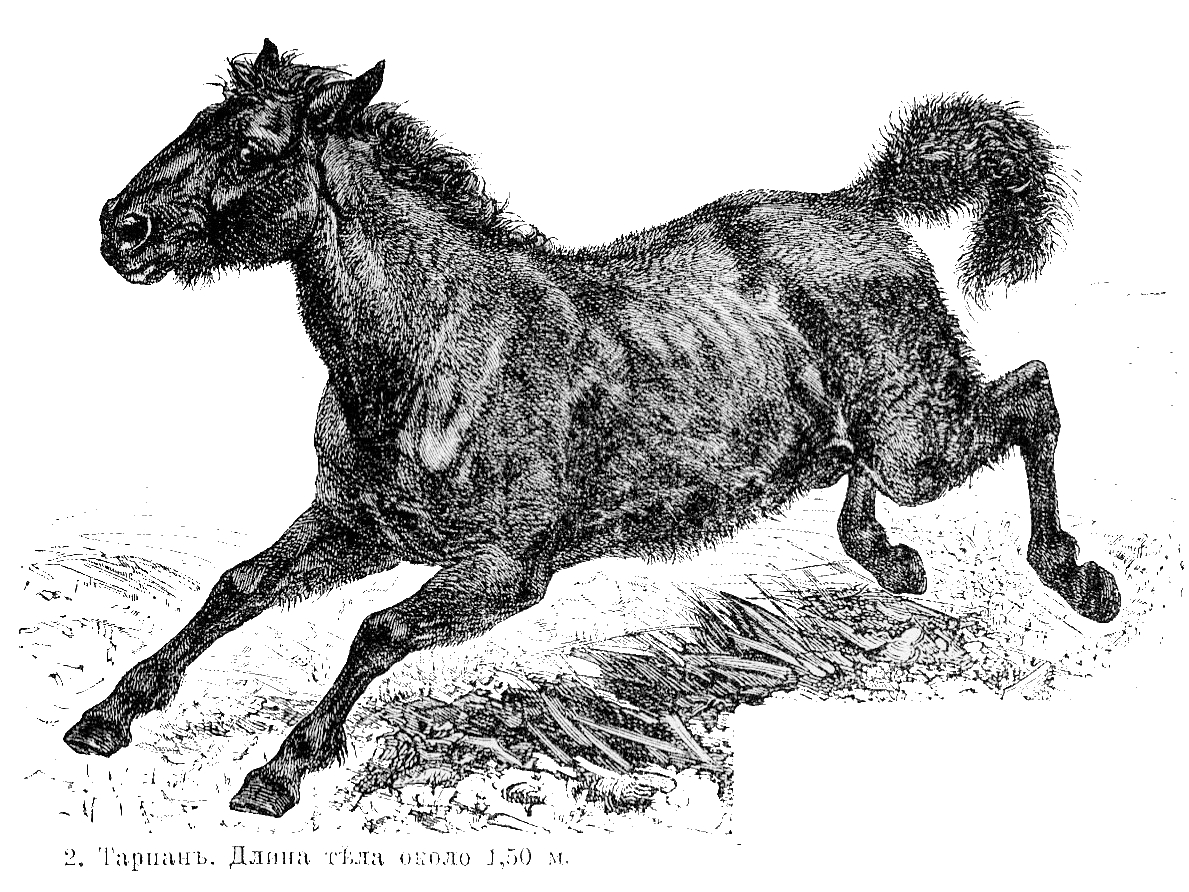
Тарпан

В настоящее время в Европейской части России, Украины и Беларуси реализуется несколько проектов, направленных на частичное восстановление плейстоценовой мегафауны в отдельных заповедниках. К таким проектам относятся недавно созданный заповедник в Оренбургской области «Орловская степь» («Оренбургская тарпания»), в котором запланировано расселение степных бизонов (вместо вымерших евразийских бизонов), лошадей Пржевальского и селекционно восстановленных тарпанов. Другим проектом такого рода должен стать российско-украинский биосферный заповедник на базе существующего заповедника «Донецкий кряж». В ходе этого проекта предполагается расселить на охраняемых территориях в Донецкой, Луганской и Ростовской областях лошадей Пржевальского, куланов, а также зубров, муфлонов, ланей и благородных оленей. .
Также работа по восстановлению плейстоценовой мегафауны проводится в гигантском «национальном парке», образовавшемся в результате катастрофы на Чернобыльской АЭС. В образовавшейся зоне отчуждения в настоящее время в дополнение к обитающим там животным (лоси, кабаны, волки, рыси, бурые медведи) расселены лошади Пржевальского (взамен истреблённого лесного тарпана) и зубры. Кроме того, в зоне отчуждения возможно поселить благородного оленя, косулю, а также селекционно восстановленного тура .

### Парки плейстоценовой природы в Европейской части России

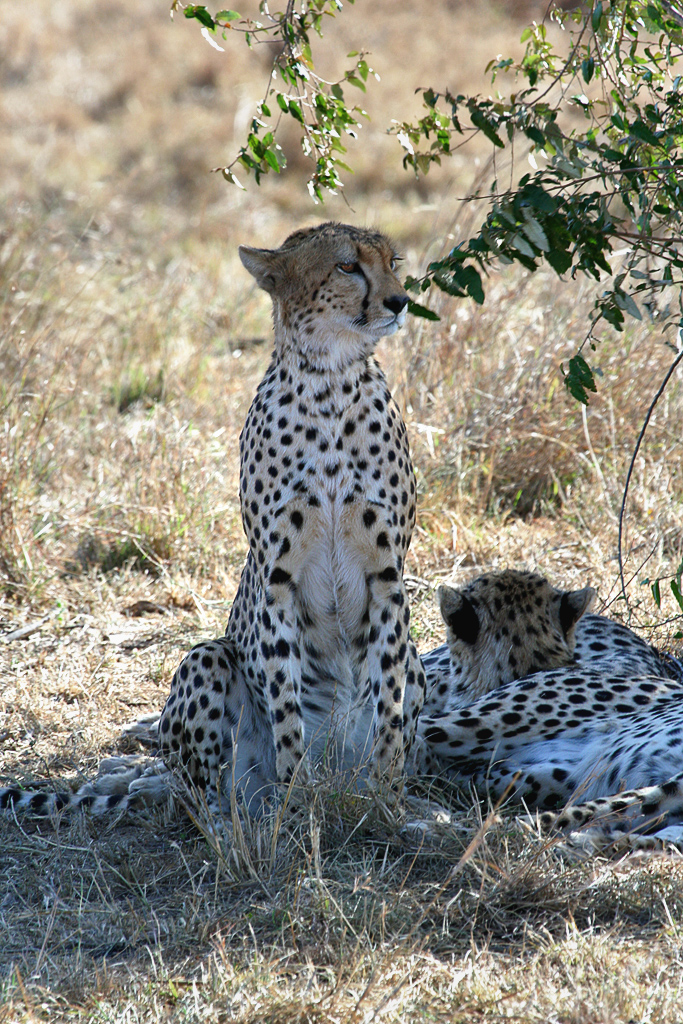
Ещё недавно гепарды жили в российских степях

Восстановление плейстоценового биоценоза не обязательно должно ограничиваться тундрой, где даже при самом благоприятном ходе событий воссоздание прежней богатейшей экосистемы будет длительным и трудоёмким процессом. Реальным является создание небольших «плейстоценовых» национальных парков в умеренном и субтропическом климате. Из числа сохранившихся (или восстановленных селекционными методами) видов, историческими обитателями лесостепей Европейской части России являются зубры, туры, тарпаны, гепарды и львы, а также антилопы и гиены.
В то же время, в степях и предгорьях Северного Кавказа климат позволяет поселить почти полный набор африканских и азиатских «больших» видов (все эти виды в прошлом населяли Кавказ или имели близкие «аналоги» среди исчезнувших видов). Несомненно, такой парк, если бы он был создан, привлёк бы много туристов.
Попытки частичного восстановления плейстоценовой мегафауны предпринимаются в парке «Оренбургская тарпания» (другое название — «Орловская степь») — заповеднике под Оренбургом общей площадью 165 км², расположенном на бывшем военном полигоне. Заповедник создан областным общественным фондом «Возрождение оренбургских степей». Руководство заповедника планирует формировать смешанные стада из разных видов диких копытных, существовавших в позднем плейстоцене. Предполагается создать вольноживущую популяцию лошадей Пржевальского, поселить американских степных бизонов, а в перспективе — реинтродуцировать в заповеднике восстановленного селекционными методами степного тарпана. Также предполагается восстанавливать популяцию других животных и птиц — дрофы, стрепета, степного орла, сайгака, дзерена, манула. Однако проект буксует из-за недостатка средств. Схожий проект предполагается реализовать к 2012—2015 годам на базе заповедника «Донецкий кряж». В рамках этого проекта планируется создание международного российско-украинского биосферного заповедника на стыке двух украинских областей (Донецкой и Луганской) и Ростовской области на общей площади до 20 000 га (однако эта территория состоит из нескольких отдельных участков). В заповеднике предполагается расселить лошадей Пржевальского, куланов, сайгаков — на равнинных участках; степных бизонов и муфлонов — на возвышенных холмах; зубров и оленей (благородного оленя и лань) на наиболее облесённых участках. Также планируется расселение степных видов птиц: степной пустельги, журавля-красавки, огаря, дрофы.

### Восстановление плейстоценовой мегафауны взоне отчуждения Чернобыльской АЭС

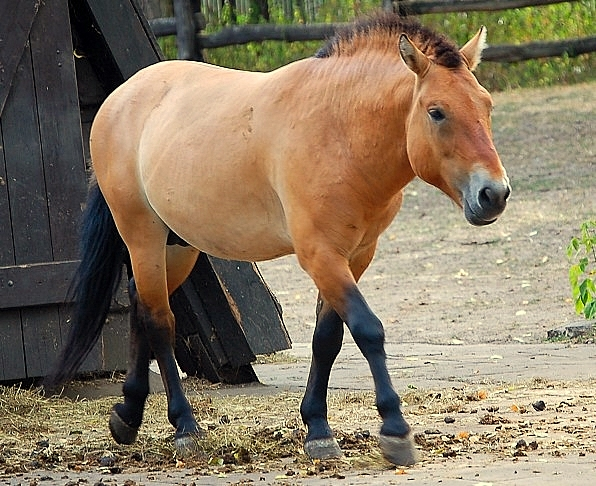
Лошадь Пржевальского успешно реинтродуцирована в зоне отчуждения Чернобыльской АЭС

В результате аварии на Чернобыльской АЭС вокруг станции образовалась огромная (4000 км²) зона, в которой прекращена хозяйственная деятельность человека и отсутствует население. На брошенной человеком территории восстановилась природа — опустевшие земли заросли лесом, на них поселились дикие животные. Кроме нескольких сильно загрязнённых участков, радиация практически не влияет на экосистему радиационной зоны. Фактически сформировался единственный в своем роде национальный парк — нигде более в Европе не существует заповедника подобных размеров. При этом, если в 1988 году в белорусской части зоны отчуждения был официально создан Полесский государственный радиационно-экологический заповедник, то украинское Минэкологии отказалось создавать заповедник на территории украинской части зоны отчуждения Чернобыльской АЭС. Это имело негативные последствия — в украинской части зоны отчуждения расцвело браконьерство.
В зоне отчуждения изначально имелась достаточно богатая для Европы фауна крупных животных. Здесь обитали лоси, кабаны, волки, рыси. В 1992 году заповедник самостоятельно заселили бурые медведи. В 1996 году в белорусскую часть зоны отчуждения поселили зубров, которые успешно прижились; к 2008 году поголовье зубров насчитывало уже 68 особей.
В 1998 году в украинскую часть зоны отчуждения переселили из Аскании-Новы несколько лошадей Пржевальского (10 жеребцов и 18 кобыл). Они оказались вполне приспособленными к жизни среди болотистых лесов — несмотря на то, что 6 лошадей погибли при транспортировке, оставшиеся успешно акклиматизировались и дали потомство. К 2004 году насчитывалось уже 65 лошадей Пржевальского. Однако, затем началось сокращение поголовья лошадей из-за процветающего на украинской стороне браконьерства. Некоторую надежду даёт тот факт, что несколько лошадей Пржевальского проникли в охраняемую от браконьеров белорусскую часть зоны отчуждения.
Помимо перечисленных видов, есть возможность поселить в зоне отчуждения Чернобыльской АЭС иных животных, характерных для плейстоценовой мегафауны этого региона. В частности, могут быть реинтродуцированы тур и тарпан. Последние два вида (прародители одомашненных коров и лошадей соответственно) считаются вымершими в дикой природе, но в Европе селекционными методами из примитивных пород скота удалось заново вывести формы, близкие к турам и тарпанам. К сожалению, в Западной и Центральной Европе полностью уничтожена среда, в которой новосозданные туры и тарпаны могли бы существовать как настоящие дикие животные. Зона отчуждения Чернобыльской АЭС — едва ли не единственное место в Европе, которое может дать этими животными шанс на возвращение в естественную среду обитания, там возможна также реинтродукция лесного подвида северного оленя (такие олени живут, в частности, в Хабаровском крае и лесах Карелии).
Среди хищных животных наиболее важной представляется интродукция взамен вымершего пещерного льва кого-либо из крупных кошачьих. Для этой цели в заповеднике, при принятии необходимых мер безопасности населения в окрестностях зоны отчуждения, можно акклиматизировать амурских тигров. Это позволит сбалансировать экосистему, ограничив численность неумеренно расплодившихся волков. Кроме того, в зоне отчуждения Чернобыльской АЭС может быть поселена росомаха.

### Животные плейстоценовой мегафауны в зоне отчуждения Чернобыльской АЭС

#### Копытные и хоботные
| Название животного                                | Текущая ситуация |
| ------------------------------------------------- | --- |
| Прямобивневый лесной слон (Paleoloxodon antiquus) | Вымер, может быть заменён индийским слоном. |
| Носорог Мерка (Stephanorhinus kirchbergensis)     | Вымер, может быть заменён суматранским носорогом. |
| Эласмотерий (Elasmotherium sibiricum)             | Вымер, предполагается возможность восстановления в будущем методом генной инженерии. |
| Шерстистый мамонт (Mammuthus primigenius)         | Вымер, предполагается возможность восстановления в будущем методом генной инженерии. |
| Шерстистый носорог (Coelodonta antiquitatis)      | Вымер, предполагается возможность восстановления в будущем методом генной инженерии. |
| Лось (Alces alces)                                | Сохранился на территории зоны отчуждения. |
| Большерогий олень (Megaloceros giganteus)         | Вымер, предполагается возможность восстановления в будущем методом генной инженерии. |
| Степной зубр (Bison priscus)                      | Вымер, предполагается возможность восстановления в будущем методом генной инженерии. |
| Кабан (Sus scrofa)                                | Сохранился на территории зоны отчуждения. |
| Зубр (Bison bonasus)                              | Вымер на территории зоны отчуждения, успешно реинтродуцирован. |
| Тур (Bos primigenius)                             | Вымер в дикой природе, искусственным отбором из данного вида выведены многочисленные породы крупного рогатого скота (коров). В настоящее время ведутся работы по восстановлению тура селекционными методами.                                     |
| Тарпан (Equus ferus ferus)                        | Вымер в дикой природе, искусственным отбором из данного вида выведены многочисленные породы домашних лошадей. В зоне отчуждения успешно заменён лошадью Пржевальского. В настоящее время ведутся работы по селекционному восстановлению тарпана. |
| Северный олень (Rangifer tarandus)                | Вымер в зоне отчуждения, может быть реинтродуцирован. |
| Лань (Cervus dama)                                | Вымерла в зоне отчуждения, может быть реинтродуцирована. |
| Благородный олень (Cervus elaphus)                | Был успешно реинтродуцирован ещё до катастрофы. |

#### Хищные
| Название животного                        | Текущая ситуация                                                                     |
| ----------------------------------------- | ------------------------------------------------------------------------------------ |
| Волк (Canis lupus)                        | Сохранился в зоне отчуждения.                                                        |
| Рысь (Lynx lynx)                          | Сохранилась в зоне отчуждения.                                                       |
| Пещерный лев (Panthera spelaea)           | Вымер, предполагается возможность восстановления в будущем методом генной инженерии. |
| Росомаха (Gulo gulo)                      | Вымерла в зоне отчуждения, может быть реинтродуцирована.                             |
| Бурый медведь (Ursus arctos)              | Самостоятельно заселил территорию зоны отчуждения.                                   |
| Большой пещерный медведь (Ursus spelaeus) | Вымер.                                                                               |
| Пещерная гиена (Crocuta crocuta spelaea)  | Вымерла, может быть заменена пятнистой гиеной.                                       |

## Восстановление плейстоценовой мегафауны Западной Европы
Плейстоценовая фауна Западной Европы включала в себя тарпана (дикую лошадь), зубра, лося, благородного оленя, большерогого оленя, тура (дикого быка), льва, леопарда, пещерную гиену, бегемота, несколько видов хоботных и носорогов. Тур и тарпан вымерли, но селекционными методами были выведены похожие формы. Работы по восстановлению плейстоценового биоразнообразия ведутся в голландском заповеднике Оствардерсплассе, где уже имеются: туроподобный скот, благородные олени, тарпаноидные лошади, но отсутствуют лоси, кабаны, зубры.

## Восстановление плейстоценовой мегафауны Японии
В Японии возможно реинтродуцировать амурских тигров. В доисторическое время тигры обитали на острове Хоккайдо, однако исчезли в конце последнего оледенения, но сохранились на Дальнем Востоке России, в Китае и в Корее. Реинтродукция тигра в Японии является не только частью процесса восстановления плейстоценовой мегафауны, но и частью стратегии по сохранению амурского тигра.

## Возражения
Идеи восстановления плейстоценовой мегафауны вызывают возражения у ряда биологов.
Консервативная точка зрения связывает голоценовое вымирание с изменением климата, из чего следует невозможность восстановления мегафауны плейстоцена. В свою очередь, сторонники идеи восстановления плейстоценовой мегафауны утверждают, что плейстоценовая мегафауна к моменту появления Homo sapiens успешно пережила несколько циклов оледенений и потеплений, а решающую роль в её вымирании сыграла охота и освоение природы человеком. Самый очевидный довод в пользу этой точки зрения — существование популяции мамонтов на острове Врангеля всего 3,5-7 тысяч лет назад.
Также критики полагают, что интродукция вместо исчезнувших плейстоценовых видов их современных аналогов (например, евразийских лошадей вместо вымерших американских лошадей) может повредить имеющемуся биоразнообразию, как это часто случалось при вторжении чужеродных видов. Критики идеи восстановления плейстоценовой мегафауны утверждают, что за время, прошедшее с момента вымирания плейстоценовой мегафауны, успели сложиться совершенно иные биоценозы, для которых «плейстоценовые» виды могут быть опасны.
Техническая сторона данного вопроса также имеет ряд серьезных недостатков. Восстановление плейстоценовой биоты требует привелечения очень больших ресурсов:
- во-первых, необходимо создание особых охранных зон, где интродуцированные животные могли бы обитать, не вступая в контакт с человеком. Это, в свою очередь, требует изъятия довольно большой территории из хозяйственного оборота, что неизбежно вызовет протест со стороны местного населения. В первую очередь это касается Западной Европы, где земля особенно дефицитна.
- во-вторых, восстановление плейстоценовой фауны представляет собой интродукцию каждого отдельного вида на определенную площадку. Интродукция даже одного вида требует значительных финансовых средств, которые, впрочем, могут предоставить одна — две крупные компании; на восстановление же всего набора видов, населявших биоту прежде, нужны очень большие деньги, потребуется участие большого количества общественных организаций и финансирования со стороны многих фондов и государств.
- в-третьих, восстановление плейстоценовой фауны займёт очень большой промежуток времени. К примеру, для формирования устойчивой популяции овцебыка на полуострове Таймыр потребовалось 20 — 25 лет при условии неограниченности кормовых ресурсов и территории, отсутствия конкурентов и серьёзного пресса со стороны хищников, а также отдалённости человеческих поселений[25]. При восстановлении всего комплекса видов животные неизбежно столкнутся с пищевыми конкурентами, и, возможно, с ограниченностью территорий обитания. Кроме того, вероятно прямое или косвенное влияние на популяции животных со стороны человека. В таких условиях восстановление плейстоценовой биоты потребует гораздо больших усилий и значительно больше времени.

На всём протяжении восстановления, а также после его окончания территория выпуска должна находиться под охраной, в противном случае интродуцированные животные станут лёгкой добычей браконьеров. Ярким примером вышесказанного является судьба зубра на Украине. В советские годы усилиями экологов и биологов в 10 областях страны был создан ряд популяций общей численностью 664 особи на 1991 год. В дальнейшем система охраны зубров перестала функционировать, и животные остались один на один с браконьерами. На 2007 год по официальным данным сохранилось 255, на 2010 только 230—200 зубров в 6 областях. С учётом ежегодного прироста поголовья можно считать, что браконьерами за 19 лет было уничтожено около 1000 зубров. Похожая судьба ожидает и интродуцированных в чернобыльскую зону отчуждения лошадей Пржевальского. Завезённые в 1998 году в количестве 31 особи, в 2004 они достигли максимума численности в 65 особей, в дальнейшем численность популяции начала сокращаться. В 2007 году насчитывается 30-40 животных. Более 70 % случаев с известной причиной гибели относятся к браконьерству.
Важным фактором устойчивости и полноценности биома является разнообразие и наличие таких хищников, как лев, тигр, леопард, на которых активно охотится человек, а само их появление на населённой территории в целом воспринимается жителями негативно. Проблема предотвращения нападений таких хищников на домашний скот и людей требует эффективного регулирования, затрат ресурсов и осознанной лояльности населения.